# Fedra (Racine)
Fedra (Phèdre) è una tragedia in cinque atti scritta da Racine nel 1677.
Si rifà ai classici ellenici e latini di Euripide e Seneca, ma il mito è rivisto sotto la luce del giansenismo, non più della mitologia greca.

## Differenze tra le tragedie antiche e quella di Racine
Euripide è l'autore di due versioni: una prima intitolata l'Ippolito velato, dove il giovane principe è punito da Afrodite per avere osato respingerla; e una seconda nella quale il prologo fa da epilogo: Fedra in una lettera scritta prima di suicidarsi dichiara di essere stata violentata da Ippolito, che è poi punito dal padre con l'esilio.
Importante il fatto che nei classici greci  è direttamente Fedra l'accusatrice del giovane, un'accusa infamante che parla di uno stupro vero e proprio, mentre in Racine (come nella Fedra di Seneca in latino) è la nutrice Enone a fabbricare la calunnia, che però accusa Ippolito solo di una tentata violenza carnale. Nella sua prefazione, Racine confessa che non può e non vuole macchiare un'aristocratica, una regnante, di una siffatta bassezza.
Secondo l'autore francese la protagonista non sarebbe né del tutto colpevole né del tutto innocente, come del resto la nutrice Enone non è malvagia ma semplicemente devota alla padrona.
Un messaggio di sapore giansenista: l'impossibilità di operare il bene, intenzione che si tramuta anzi in male.

## Personaggi
I personaggi sono:
- Teseo, re di Trezene, eroe impavido e donnaiolo;
- il figlio Ippolito, avuto da un'amazzone;
- Fedra, figlia di Pasifae e Minosse, regnanti di Creta, rampolla di una stirpe maledetta (infatti, Pasifae si accoppiò con un toro concependo il minotauro, poi ucciso da Teseo con l'aiuto di Arianna);
- Enone, la nutrice, colei che fabbrica l'accusa contro Ippolito;
- Aricia, nipote di Teseo (prigioniera dello zio che le impedisce di procreare affinché non perpetui la razza Pallantide, sua nemica), personaggio introdotto da Racine per mostrare il lato umano di Ippolito, insensibile alle donne nei testi classici;
- Teramene, mentore di Ippolito;
- Panope, ancella di Fedra.

## Trama

### Primo atto
Ippolito intende partire alla ricerca del padre che si trova nell'Epiro e del quale non si hanno più notizie. Teramene lo rassicura: il re sarà incappato nell'ennesima avventura galante. Ma la vera ragione di Ippolito è un'altra, egli vuole sfuggire al fascino di Aricia, di cui è innamorato.
Nel frattempo Fedra, moribonda, confessa a Enone il motivo delle sue tribolazioni: è ardentemente innamorata del figliastro sebbene abbia sempre e solo ostentato odio nei suoi riguardi. Panope annuncia la dipartita di Teseo e la nutrice, perciò, dà alla regina una nuova speranza: lottare per i suoi figli e preservare il trono da Ippolito e Aricia, possibili eredi.

### Secondo atto
Ismene, confidente di Aricia, svela alla ragazza la morte del suo persecutore e la possibilità che il giovane Ippolito le restituisca la libertà e forse anche il trono.
Ippolito parla alla ragazza confermando gli auspici di Ismene e rivelandole il suo amore.
Enone annuncia al principe che la regina intende parlargli: Fedra è infatti preoccupata che Ippolito, da lei oltremodo odiato, una volta al potere, si vendichi sui suoi figli.
Ma il giovane la tranquillizza: non nutre simili sentimenti e non ha alcun proposito di vendetta.
La regina si lascia trasportare e finisce col svelargli la sua passione, un sentimento obbrobrioso instillato in lei da qualche dio vendicativo, un amore colpevole che la rende miserabile agli occhi del mondo: è lei la prima a detestarsi. Invoca il giovane di ucciderla ma Ippolito fugge lasciandole avventatamente la spada.
Teramene lo avvisa che il partito di Fedra, i suoi figli, sono in vantaggio nella corsa alla successione al trono e che, secondo alcune indiscrezioni, Teseo sarebbe ancora in vita.

### Terzo atto
Fedra supplica Enone di trovare uno stratagemma che faccia ritornare Ippolito: è disposta pure a cedergli il trono o a fargli addestrare i figlioli.
Rimasta sola, si abbandona a un monologo in cui sollecita l'intervento di Venere; in fondo respingendola, Ippolito ha commesso uno sgarbo nei confronti della regina dell'amore.
Enone la avvisa che Teseo è prossimo al ritorno: lei si dispera, sarebbe stato meglio morire prima anziché ora, disonorata e adultera.
Ma Enone ha un piano diabolico: accusare Ippolito di aver tentato di stuprarla, presentando la spada perduta come prova inconfutabile del misfatto. Teseo punirà il figlio con l'esilio ma se lo uccidesse tanto meglio: sacrificare gli innocenti pur di non pagare il fio.
Fedra infatti, al suo arrivo, non va ad abbracciare il marito, informandolo che un grande disonore è piombato sulla sua famiglia. Il re è sbigottito da questa accoglienza e cerca di vederci chiaro.
Ippolito rifiuta di fuggire perché convinto della propria innocenza, e decide di affrontare il genitore.

### Quarto atto
Enone confessa il misfatto di Ippolito a Teseo.
Il dialogo che segue tra i due è acceso: il padre ha parole durissime nei confronti del figlio, intende esiliarlo in una regione lontana, dove nessuno possa riconoscerlo e difenderlo.
Il giovane si difende debolmente e appellandosi alla rinomata castità; per Teseo questa è un'autoaccusa: respingevi le altre poiché bramavi soltanto Fedra!
Il poveretto confessa il suo unico peccato: amare Aricia trasgredendo la volontà paterna, ma per il re si tratta di una scusa grossolana.
Alla fine il solo lampo di Ippolito in tutto o il dialogo: Non bisogna credere alle parole di Fedra poiché origina da una razza tarata.
Teseo invoca la vendetta del dio Nettuno, che gli era debitore.
Il monarca si reca dalla moglie e spiattella la giustificazione cercata dallo sciagurato Ippolito, l'amore per Aricia. Alla notizia Fedra (che voleva dissuadere Teseo da severi propositi di vendetta)
rimane basita dal momento che non sapeva di avere una rivale.
Va da Enone a farsi spiegare perché le fosse stata nascosta la relazione tra Ippolito e Aricia. Sta per commissionare alla nutrice un altro inganno, stavolta ai danni della fanciulla, quand'ecco che la coscienza la riporta alla ragione. Caccia via la serva accusandola di essere la causa delle sue sciagure. La misera Enone riflette sulla sua fiducia mal ripagata dalla padrona.

### Quinto atto
Ippolito propone ad Aricia di scappare verso Sparta, ma prima vuole giurarle amore eterno presso il tempio che punisce i bugiardi.
Teseo ha un dialogo con la ragazza, nel corso del quale cerca di mettere Ippolito in cattiva luce.
Ma lei è sicura dell'innocenza dell'amato e rivolge una stilettata al re: di tutti i mostri che avete combattuto uno solo ne avete lasciato vivere (allude a Fedra).
Teseo inizia a sospettare; intende di nuovo parlare alla nutrice, ma apprende da Panope che Enone si è suicidata lanciandosi nel mare. A questo punto Teramene racconta al re l'eroica morte del figlio: dopo aver ucciso un mostro marino, i cavalli del carro, spaventati non si sa bene se da un dio nascosto o dalla pesante caduta del mostro,  sono precipitati tra gli scogli.
Le ultime parole del giovane: se mai mio padre riuscisse a scoprire la mia innocenza, se vuole essere da me perdonato, deve prendersi cura di Aricia e restituire lei ...(sicuramente allude al trono).
Teseo, resipiscente, sta per andare a piangere sui resti del figlio quand'ecco che si imbatte in Fedra. Frattanto, lei si è avvelenata, confessa la sua colpa a Teseo e muore sul palcoscenico aperto.